# هارولد كونور
هارولد كونور (بالإنجليزية: Harold Connor)‏ (23 ديسمبر 1929 بليفربول في المملكة المتحدة - 1 نوفمبر 2016) هو لاعب كرة قدم بريطاني في مركز الهجوم. لعب مع ستوك سيتي ونادي مارين ‏.